# 斯帕斯科耶农村居民点 (塔尔诺加区)
斯帕斯科耶农村居民点（俄语：Спасское сельское поселение）是俄罗斯联邦沃洛格达州塔尔诺加区所属的一个农村居民点。其下辖有45个居民点，行政中心为尼基福罗夫斯卡亚。据2015年统计，该农村居民点的人口为1086人。